# Dia da Mentira
O Dia da Mentira, também conhecido como Dia das Mentiras, dia das petas, dia dos tolos (de abril), dia da gafe ou dia dos bobos, é uma celebração anual em alguns países europeus e ocidentais, comemorada em 1 de abril, pregando partidas e espalhando boatos como formas de assinalar a data. Uma delas diz que a brincadeira surgiu na França. Desde o começo do século XVI, o Ano Novo era festejado no dia 25 de março, data que marcava a chegada da primavera. As festas duravam uma semana e terminavam no dia 1.° de abril.
Em 1564, depois da adoção do calendário gregoriano, o rei Carlos IX de França determinou que o ano novo seria comemorado no dia 1 de janeiro. Alguns franceses resistiram à mudança e continuaram a seguir o calendário antigo, pelo qual o ano se iniciaria a 1 de abril. Gozadores passaram então a ridicularizá-los, a enviar presentes esquisitos e convites para festas que não existiam. Essas brincadeiras ficaram conhecidas como plaisanteries.
Em países de língua inglesa o Dia da Mentira costuma ser conhecido como April Fools' Day, "Dia dos Tolos (de abril)"; na Itália e na França é chamado respectivamente pesce d'aprile e poisson d'avril, literalmente "peixe de abril".
No Brasil, o primeiro de abril começou a ser difundido em Minas Gerais, onde circulou A Mentira, um periódico de vida efêmera, lançado no 1º de abril de 1828, com a notícia do falecimento de Dom Pedro I, desmentida no dia seguinte. A Mentira saiu pela última vez a 14 de setembro de 1849, convocando todos os credores para um acerto de contas no dia 1º de abril do ano seguinte, dando como referência um local inexistente.
Entre a população teutófona do sul do Brasil, onde a vasta maioria fala o dialeto alemão-riograndense (Riograndenser Hunsrückisch), o primeiro de abril se chama der Aprilscherz (a pegadinha de abril), sendo a vítima chamada de der Narr no masculino e die Narrin no feminino, aplicando-se frequentemente os vulgos termos der Dappes e der Dummkopp (o bobão). Na Alemanha o primeiro de abril como Aprilschertz primeiramente foi registrado na Baviera em 1618, sendo que essa popular tradição germânica certamente foi introduzida pelas primeiras levas de imigrantes alemães que se assentaram permanentemente no Rio Grande do Sul a partir de 1824. Segundo a tradição, além de contar mentiras, existe o costume de se enviar uma pessoa desavisada a cumprir tarefas sem fundamento ou levar informações sem nexo para outrem.
Na Galiza (Espanha) o dia é conhecido como dia dos enganos.

## Peças do Dia da Mentira que ficaram famosas
- Kremvax: uma das primeiras peças pregadas na internet no Dia da Mentira.
- Ilha de San Serriffe: O jornal britânico The Guardian publicou um suplemento em que mencionava esta ilha ficcional. O nome da ilha vem de "sans-serif", uma família de tipos tipográficos.
- Plantação de espaguete: O canal de televisão BBC no programa Panorama apresentou em 1957 uma reportagem falsa sobre árvores de espaguete. Muitas pessoas interessaram-se em plantar árvores de espaguete em suas propriedades.

### 1999
- A atriz Fernanda Montenegro e Mariana Fonseca apareceu na capa do Jornal Cruzeiro do Sul[2] exibindo sua conquista: Uma estatueta do Oscar por melhor atriz.[3] Na mesma página, havia notícias como: a elevação do salário-base do operário brasileiro para R$ 3 mil em razão da "crescente oferta de emprego", inauguração da Universidade Pública de Sorocaba, contratação do jogador Ronaldinho pelo São Bento, o Rio Sorocaba com as águas azuis e um pescador exibindo um dourado de 7 quilos no trecho urbano, A Rodovia Raposo Tavares duplicada, a descoberta das curas da Aids e da obesidade. O rendimento da poupança a 20% ao mês, e o dólar a R$ 0,50 abriam a seção econômica. A capa "verdadeira" havia sido transferida para a página 2. As "falsas" notícias, no entanto, renderam muita leitura. "Acossado por um volume exageradamente alto de más notícias, o leitor sente, neste momento, a necessidade de fantasiar um pouco", explicava o jornal. A brincadeira rendeu muitos telefonemas à redação,[4] mas a maioria para elogiar a iniciativa, segundo o redator chefe, Djalma Benette.

### 2005
- Google Gulp: O Google cria a página sobre uma bebida sua.
- Wikipedia: April 1, 2005 Britannica takeover of Wikimedia: É criado na Wikipédia um artigo sobre a enciclopédica Britannica tomar o controle da Wikimedia e os seus projetos.

### 2006
- 1º de abril de 2006 na Wikipédia inglesa.
- Pkislópodos - O 1º de abril da Wikipédia lusófona.

### 2008
- O site de relacionamentos Orkut altera temporariamente a sua logomarca para Yogurt, um jogo de letras com o nome original.
- A Wikipédia anuncia que apagará todas as imagens da Wikipédia lusófona por problemas de Copyright.
- No site de imagens DeviantArt houve o aparecimento de Mudkips nos avatares.

### 2009
- O site inglês "F1live" aproveitou o 1º de abril, Dia da Mentira, para lançar a falsa notícia de que Lewis Hamilton teria trocado a McLaren pela Brawn.
- 1º de abril tem Youtube de cabeça para baixo e piloto automático no Gmail.
- O site de downloads BaixaKi anuncia o projeto Windows 8, uma versão revisada do Windows 7.
- O jogo League of Legends anuncia um modo de jogo chamado URF (Ultra Rápido Furioso)

### 2011
- A rede social Orkut altera seu nome para Earkut em sua página inicial.[5]
- O jornal britânico The Independent, publicou que Portugal vendeu o futebolista Cristiano Ronaldo a Espanha por 160 milhões de Euros.[6]
- A Google anunciou o Gmail Motion, onde o usuário não precisaria utilizar do teclado para executar as funções.[5] E também que o seu escritório na China desenvolveu uma ferramenta de teletransporte via ferramenta de buscas.[7]
- O site de vídeos You Tube comemorou nesse dia os seus "100 anos de existência".[5]
- A rede social LinkedIn adicionou em sua pesquisa por pessoas que você pode conhecer nomes como: Mágico de Oz (Feiticeiro de Oz), Sherlock Holmes entre outros.[8]
- O jornal espanhol Mundo Desportivo anunciou que o Real Madrid entrou em briga pelo jogador Neymar e que o clube estaria oferecendo o jogador Kaká na negociação.
- A empresa alemã BMW publicou fotos de um modelo chamado BMW M3 Pick-up.[9]
- O programa Globo Esporte, antes dos créditos finais, exibiu um vídeo comemorando "o primeiro título do Corinthians como campeão da Copa Libertadores da América", título que o time é conhecido por nunca ter conseguido na época. O ato causou revolta entre alguns torcedores.
- O maior jogo online sem violência habbo hotel anunciou a chegada do novo jogo: "Habbo Furni Warfare" para ps3, pc.*

### 2012
- O Google lança uma versão 8-bit do Google Maps para o Nintendo Entertainment System.[10] Também disponível no site da Google Maps.
- O Google lança a ferramenta Google Multitask.
- O Google lança uma barra de cereal, o Google Fiber, negando que estaria criando uma fibra óptica mais veloz.[11]
- O Opera pede ajuda aos usuários para guardarem os dados compressados pelo Opera Mini e Opera Turbo que estavam superlotando seus servidores.[12]
- O site oficial do Ubuntu "lança" o Ubuntu for Eyewear (Ubuntu para óculos), um sistema operacional para ser usado em óculos.[13]

### 2013
- O Google anuncia o Google Nose, uma ferramenta para transmitir cheiros. Segundo o site, bastava aproximar seu nariz da tela por alguns segundos. O botão "Cheirar" aparece em algumas pesquisas Google, como "Cachorro molhado" ou "Fralda", e o botão "Compartilhar" permite divulgar o cheiro em sua conta Google Plus.
- O Google Maps lança uma versão chamada "Caça ao Tesouro", lembrando os famosos mapas da época dos piratas. Além disso, um mini-game permite encontrar ícones de tesouros pelo mundo.
- O site DeviantArt lança o DeviantHEART, uma plataforma que permite encontrar sua cara-metade artística baseado em um algoritmo complexo que usa "50 níveis de compatibilidade" (de forma escondida, o site revela que "o código não existe - o resultado é randômico")